# 한국지역문화연구소
한국지역문화연구소는 농촌의 역사, 지리, 민속, 사회 관련 자료들을 발굴·조사·수집·정리 및 한국의 농촌문화를 기록으로 남기고, 이를 농촌사회에 제공하여 역사적·문화적 의식을 고양시키고 사회일반의 이익향상에 기여함을 목적으로 2007년 5월 16일 설립된 대한민국 농림수산식품부 소관의 사단법인이다. 사무실은 서울특별시 관악구 봉천11동 180-87, 백악 B01호에 있다.

## 주요 사업
- 농촌문화의 발굴과 보존 및 전승활용을 위한 각종 연구·조사사업
- 농촌의 민속현장과 역사자료에 대한 조사·해제·연구·간행사업
- 농촌문화연구의 진흥을 위한 각종 연구모임 개최 및 결과물 간행
- 조사·해제·연구·발표·간행된 농촌문화자료의 데이터베이스화
- 농촌문화의 이해와 문제 진단, 대안모색을 위한 정책과제의 수행